# Валитов, Минхайдар Минзалитович
Минхайдар Минзалитович Валитов — рядовой Вооружённых Сил СССР, участник войны в Афганистане, погиб при исполнении служебных обязанностей, кавалер ордена Красной Звезды (посмертно).

## Биография
Минхайдар (в некоторых источниках Минхайдяр) Минзалитович Валитов родился 16 августа 1968 года в селе Чкаловское Батыревского района Чувашской Автономной Советской Социалистической Республики. После окончания средней школы поступил в кооперативное училище.
10 октября 1986 года Валитов был призван на службу в Вооружённые Силы СССР Батыревским районным военным комиссариатом. Во время прохождения обучения освоил воинскую специальность радиотелефониста-регулировщика. В феврале 1987 года для дальнейшего прохождения службы Валитов был направлен в Демократическую Республику Афганистан, в состав ограниченного контингента советских войск. Служил радиотелефонистом-регулировщиком в 181-м мотострелковом полку 108-й мотострелковой дивизии. Принимал активное участие в проведении 5 боевых операций.
5 июня 1987 года Валитов в составе своего взвода участвовал в очередной боевой операции в районе населённого пункта Алихейль. Его подразделение попало в засаду моджахедов и было вынуждено принять бой. Валитов, заняв выгодную позицию, прикрывал автоматным огнём отход своих товарищей, не покинув своего поста даже после ранения. Второе ранение оказалось для него смертельным. Благодаря его самоотверженным действиям остальные бойцы взвода были спасены.
Похоронен на кладбище в селе Шыгырдан Батыревского района Чувашии.
Указом Президиума Верховного Совета СССР рядовой Минхайрдар Минзалитович Валитов посмертно был удостоен ордена Красной Звезды.

## Память
- В честь Валитова названа улица в селе Шыгырдан.
- В память о Валитове в Шыгырдане проводится Чувашский республиканский турнир по национальной борьбе «Корэш»[3].